# وینستون چائو
وینستون چائو (انگلیسی: Winston Chao؛ زادهٔ ۱۹۶۰) هنرپیشه ی اهل تایوان است. وی علاوه بر سینمای چین، در سینمای هالیوود و بالیوود نیز فعالیت دارد.

## قسمتی از فیلم‌شناسی
- ضیافت عروسی -۱۹۹۳
- کابالی -۲۰۱۶
- ۱۹۱۱ -۲۰۱۱
- کاخ -۲۰۱۳
- مجرم‌یاب -۲۰۱۶
- مگ -۲۰۱۸